# 特奥菲洛·布拉加
若阿金·特奥菲洛·费尔南德斯·布拉加 （1843年2月24日—1924年1月28日，葡萄牙語發音：[tiˈɔfilu ˈbɾaɡɐ]）是葡萄牙作家、剧作家、政治家，在国王曼努埃尔二世被推翻后担任共和国临时政府领导人，在总统曼努埃尔·若泽·德·阿里亚加辞职后担任葡萄牙第一共和国的第二任总统。